# Ikuto Gomi
Ikuto Gomi (japanisch 五味 郁登 Gomi Ikuto; * 9. Mai 2002 in der Präfektur Hyōgo) ist ein japanischer Fußballspieler.

## Karriere
Ikuto Gomi erlernte das Fußballspielen in der Jugendmannschaft des japanischen Vereins Vissel Kōbe. Seinen ersten Vertrag unterschrieb Gomi beim FS Metta/LU in Lettland. Der Verein aus Riga spielte in der ersten lettischen Liga, der Virslīga. Sein Erstligadebüt gab Ikuto Gomi am 20. März 2021 (2. Spieltag) im Auswärtsspiel gegen den FK Spartaks Jūrmala. Hier stand der in der Startelf und spielte die kompletten 90 Minuten. Spartaks Jurmala gewann das Spiel mit 1:0.